# Hornträsket
Hornträsket är en sjö i Lycksele kommun och Malå kommun i Lappland och ingår i Umeälvens huvudavrinningsområde. Sjön har en area på 6,36 kvadratkilometer och ligger 361,9 meter över havet. Sjön avvattnas av vattendraget Vormbäcken.

## Delavrinningsområde
Hornträsket ingår i det delavrinningsområde (722415-162595) som SMHI kallar för Utloppet av Hornträsket. Medelhöjden är 381 meter över havet och ytan är 34,81 kvadratkilometer. Det finns inga avrinningsområden uppströms utan avrinningsområdet är högsta punkten. Vormbäcken som avvattnar avrinningsområdet har biflödesordning 3, vilket innebär att vattnet flödar genom totalt 3 vattendrag innan det når havet efter 236 kilometer. Avrinningsområdet består mestadels av skog (62 procent) och sankmarker (18 procent). Avrinningsområdet har 6,37 kvadratkilometer vattenytor vilket ger det en sjöprocent på 18,3 procent.